# Angus MacLean (homme politique britanno-colombien)
 (février 2025).
Si vous disposez d'ouvrages ou d'articles de référence ou si vous connaissez des sites web de qualité traitant du thème abordé ici, merci de compléter l'article en donnant les références utiles à sa vérifiabilité et en les liant à la section « Notes et références ».
Pour les articles homonymes, voir Angus MacLean et MacLean.
Angus MacLean (22 septembre 1891-15 décembre 1972) est un homme politique canadien en Colombie-Britannique. Il est député provincial de la coalition libérale-conservatrice de Cariboo de 1949 à 1952.